# Piotr Arshinov
Piotr Andreyevich Arshinov (1887 - 1937), operário ucraniano, juntou-se ao Partido Bolchevique em 1904 e se tornou um anarquista depois da Revolta de 1905. Foi preso e, tendo escapado, fugiu para França. Em 1909 retornou a Rússia. Foi preso em Moscou onde conheceu Nestor Makhno, ambos soltos em 1917. Em 1919 Arshinov juntou-se a Makhno e se envolveu com os trabalhos educativos no território controlado pelo Exército Insurgente Makhnovista.